# Mirosława Czarnecka
Mirosława Elżbieta Czarnecka (ur. 4 sierpnia 1956 w Kłodzku) – polska filolog germańska, nauczycielka akademicka związana z Uniwersytetem Wrocławskim.

## Życiorys
Urodziła się w 1956 roku w Kłodzku, gdzie ukończyła szkołę podstawową, a następnie Liceum Ogólnokształcące im. Bolesława Chrobrego. Po pomyślnie zdanym egzaminie maturalnym w 1975 roku podjęła studia na kierunku filologia germańska na Uniwersytecie Wrocławskim, które ukończyła w 1979 roku, uzyskawszy magisterium. Bezpośrednio po ukończeniu studiów podjęła pracę na macierzystym Instytucie Filologii Germańskiej UWr, gdzie kolejno przeszła przez wszystkie stopnie awansu zawodowego nauczyciela akademickiego od asystenta przez adiunkta i profesora nadzwyczajnego w 1999 roku do profesora zwyczajnego w 2006 roku.
W roku akademickim 1976/1977 studiowała germanistykę na Uniwersytecie Humboldta w Berlinie. Często wyjeżdżała na stypendia i staże do Niemiec w ramach fundacji DAAD, Volkswagen Stiftung oraz Herzog August Bibliothek w Wolfenbüttel. Stopień naukowy doktora uzyskała w 1986 roku na podstawie pracy pt. Frauenliteratur der 70er und 80er in der Bundesrepublik Deutschland, napisanej pod kierunkiem prof. Mariana Szyrockiego. Rada Wydziału Filologicznego UWr nadała jej w 1997 roku stopień naukowy doktora habilitowanego nauk humanistycznych w zakresie literaturoznawstwa o specjalności historia literatury na podstawie rozprawy Die 'verse schwangere' Elysie. Zum Anteil der Frauen an der literarischen Kultur Schlesiens im 17. Jahrhundert. W 2005 roku prezydent Aleksander Kwaśniewski nadał jej tytuł profesora nauk humanistycznych.
W Instytucie Filologii Germańskiej UWr pełniła funkcję kierownika Zakładu Literatury Niemiec, Austrii i Szwajcarii XIX i XX wieku, a w latach 1993-2002 zastępcy dyrektora jednostki naukowo-dydaktycznej do spraw dydaktycznych i studenckich. W tym czasie zreformowała program studiów, wprowadzając ich dwustopniowość oraz system punktów kredytowych ECTS, co zaowocowało przyznaniem instytutów pierwszej akredytacji w kraju. Poza Uniwersytetem Wrocławskim wykładała jeszcze na Państwowej Wyższej Szkole Zawodowej im. Angelusa Silesiusa w Wałbrzychu.

## Dorobek naukowy
Jej zainteresowania naukowe koncentrują się wokół problematyki związanej z literaturą i kulturą śląskiego baroku, dawną i współczesną kobiecą literaturą w Niemczech oraz literaturą niemieckiego modernizmu. W ramach swoich głównych badań, dotyczących baroku niemieckiego, współpracuje z najważniejszymi badaczami zagranicznymi w Niemczech, Szwajcarii, Austrii, Francji, Czechach i USA. Organizuje międzynarodowe konferencje poświęcone tym badaniom oraz uczestniczy w sympozjach zagranicznych. Jest współpracownikiem Pracowni badań nad literaturą i kulturą baroku śląskiego. Wydaje regularnie tomy poświęcone kulturze i literaturze śląskiego baroku wraz z reprintami XVII-wiecznych druków ze zbiorów Biblioteki Uniwersyteckiej we Wrocławiu. Wypromowała 5 doktorów. 
Opublikowała 77 pozycji, w tym 10 współautorskich. Jest autorką 3 przekładów z języka niemieckiego na polski. Do najważniejszych jej publikacji należą:
- Frauenliteratur der 70er und 80er Jahre in der Bundesrepublik Deutschland, Warszawa-Wrocław 1988.
- ''Die "verse=schwangere" Elysie. Zum Anteil der Frauen an der literarischen Kultur Schlesiens im 17. Jahrhundert, Wrocław 1997.
- Gerhart Hauptmann Życie i twórczość w latach 1914-1946, Wrocław 1997, współautorka: Jolanta Szafarz.
- Wieszczki. Rekonstrukcja kobiecej genealogii w historii niemieckiej literatury kobiecej od połowy XIX do końca XX wieku, Wrocław 2004.
- Zur Kultur und Literatur Schlesiens in der Frühen Neuzeit aus interdisziplinärer Sicht, Tagungsband, Wrocław 1998, redakcja.
- Die Bilder der "neuen Frau" in der Moderne und den Modernisierungsprozessen des 20. Jahrhunderts, Tagungsband, Wrocław 1998, współautorzy: Krystyna Gabryjelska, Christa Ebert.